# Catocala timur
Catocala timur är en fjärilsart som beskrevs av Bang-haas 1907. Catocala timur ingår i släktet Catocala och familjen nattflyn. Inga underarter finns listade i Catalogue of Life.